# Ester Lutteman
Ester Lutteman, född Lundström, född 3 mars 1888 i Härnösand, Ångermanland, död 12 april 1976 i Uppsala, Uppland, var en svensk teolog med bakgrund i Svenska kyrkan.

## Biografi
Lutteman började studera teologi vid Lunds universitet 1920. Hon blev filosofie kandidat vid Lunds universitet 1921 och teologie kandidat 1924. Lutteman var sekreterare i Svenska kyrkans diakonistyrelse 1924-29 och verksam inom den kristiga student- och gymnasiströrelsen, ledamot av KFUK:s förbundsstyrelse och av centralstyrelsen för svenska avdelningen av Internationella kvinnoförbundet för fred och frihet. Bland hennes skrifter märks en biografi över maken, Axel Lutteman.
Lutteman upplevde att hon hade en kallelse till att få verka som präst. Vid denna tid var det dock inte möjligt för kvinnor att bli vigda till prästämbetet i Svenska kyrkan. Hon var även ledamot vid Kyrkomötet i några omgångar. Efter att ha predikat i Gustaf Vasa kyrka i Stockholm 1929 blev hon avskedad från sin tjänst vid Diakonistyrelsen. När den kommitté som tillsats för att verka för kvinnans rättighet till prästämbetet presenterade sina förslag vid kyrkomötet 1957 röstades detta ned med stor majoritet. Lutteman valde då självmant att lämna Svenska kyrkan.
Lutteman var medarbetare i Svensk uppslagsbok under signaturen E. Ltn. Hon tilldelades medaljen Illis Quorum av åttonde storleken 1950.
Hon var gift med Axel Lutteman.